# EX-Z1050

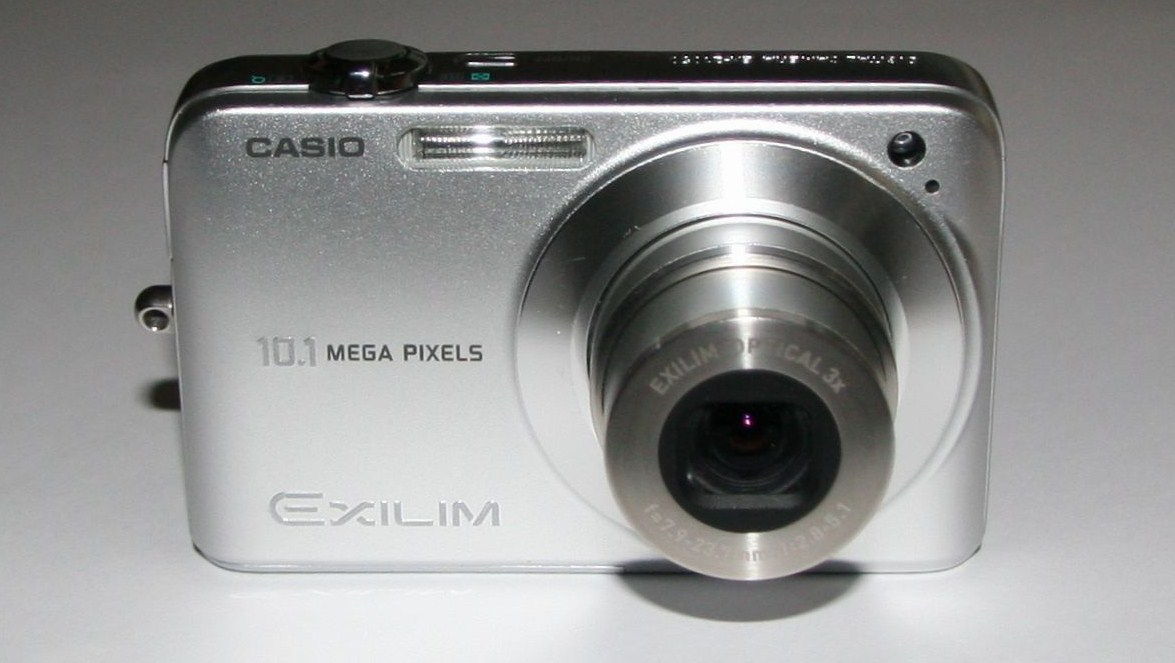
EX-Z1050

EX-Z1050は、2007年2月5日にカシオ計算機から発売されたエクシリムブランドのコンパクトデジタルカメラである。

## 概要
EX-Z1000の後継機で、EXILM ZOOMシリーズに属する。有効画素数は1010万画素で、画像処理モジュールとして新たに動体解析技術を搭載した「EXILIMエンジン2.0」を採用した。液晶ディスプレイには、2.6型液晶を搭載した。
記録画素数は、静止画が最大3,648x2,736画素、動画が最大640x480画素。記録フォーマットは、静止画がJPEG、動画がAVI、音声がWAV。記録メディアは内蔵フラッシュメモリー (15.4MB) とSDカードバッテリーは専用リチウムイオン充電池 (NP-40) を使用。サイズは幅91.1x高さ57.2x厚さ24.2mm、重量は約125g。充電器、USBケーブル、AVケーブル、ストラップなどが付属する。
2007年6月には後継機のEX-Z1200が登場し、現在は生産が終了している。